# ヴィル・ド・ケベック (フリゲート)
ヴィル・ド・ケベック（HMCS Ville de Québec, FFH 332）は、カナダ海軍のフリゲート。カナダ哨戒フリゲート計画により建造されたハリファックス級フリゲートの3番艦で、1994年に就役した。

## 概要
カナダ海軍の大西洋海上軍（MARLANT）に配備されており、ハリファックス基地を母港とする。英語と仏語を公用語とするカナダ海軍において唯一、完全なバイリンガル艦とされている。
カナダ海軍の同名の艦艇としては、第二次世界大戦中に就役したフラワー級コルベットのヴィル・ド・ケベック（HMCS Ville de Québec, K242）に続いて2隻目である。

## 艦歴
ケベック州ローゾンのMIL デイビー造船ローゾン造船所で1988年12月16日に起工され、1991年5月16日に進水、その後、1994年7月11日に就役した。
2005年9月2日、ハリケーン・カトリーナの被害を受けたアメリカ合衆国ルイジアナ州とミシシッピ州に対して災害救援活動を行うため、カナダ統合軍海上部隊（MARCOM）/カナダ沿岸警備隊（CCG）共同タスクフォースとしてメキシコ湾に展開された。タスクフォースの水兵約300名がミシシッピ州ビロクシに上陸して瓦礫の除去にあたり、復興を支援した。艦船は、フロリダ州ペンサコーラへ救援物資を輸送した。
2008年8月6日、ピーター・マッケイ国防相は、ソマリア沖の海賊に対する北大西洋条約機構（NATO）の作戦に本艦が貢献するだろう、と述べた。
2012年、夏期に五大湖周辺のカナダ・アメリカ両国の14都市を訪問する大規模な航海を行った。
2015年12月、HCM/FELEX（Halifax Class modernisation programme / frigate life extension）計画に基づいた中間寿命改修および近代化が完了した。 
2016年3月3日、ハリファックス基地に入渠中、実施した性能向上試験でディーゼル発電機一基から出火した。火災は消し止められたが、3名の乗組員が予防措置として病院に搬送された。